# Holo*27 Originals Vol.1
『holo*27 Originals Vol.1』（ホロニーナ オリジナルズ ボリューム1）は、日本の女性バーチャルYouTuberグループ・ホロライブおよび、ボカロP・DECO*27による音楽プロジェクト・holo*27のアルバム。DECO*27が新たに書き下ろした楽曲を10曲収録しており、そのすべてが異なる音楽的方向性を持つ。

## リリース
本アルバムは、アルバム『holo*27 Covers Vol.1』と共に、株式会社トイズファクトリーのレーベル「VIA Label」から2023年3月15日に発売された。形態は、CDのみの「通常盤」とサコッシュが同梱された「初回生産限定盤」の2つが存在する。

## カバーアート
本アルバムのカバーアートは、イラストレーターの美好よしみが手がけた、本アルバムの収録曲の歌唱を担当した14名のホロライブの所属タレント・がうる・ぐら、ハコス・ベールズ、ラプラス・ダークネス、さくらみこ、鷹嶺ルイ、紫咲シオン、百鬼あやめ、天音かなた、沙花叉クロヱ、風真いろは、兎田ぺこら、猫又おかゆ、星街すいせい、雪花ラミィのイラストとなっている。初回生産限定盤と通常盤とでは、ノートブックを模した背景および右下に書かれた文字列「Originals」の色が異なり、初回生産限定盤では背景は灰色で文字列は黄色だが、通常盤では背景は白色で文字列は桃色である。

## チャート成績
初週3,402枚として、オリコンチャートによる2023年3月27日付の週間 合算アルバムランキングにて18位、週間 アルバムランキングにて21位、週間 デジタルアルバムランキングにて1位、週間 アニメアルバムランキングにて8位を記録した。また、初週9,158枚として、Billboard JAPANによる2023年3月22日公開のBillboard Japan Hot Albumsにて4位、Billboard Japan Top Albums Salesにて5位、Billboard Japan Download Albumsにて1位を記録した。

## 収録曲
| 全作詞・作曲: DECO*27（「Sweet Appetite」の英語歌詞の作詞はDELTA）。 |                     |                                                       |                                                       |            |                                   |      |
| #                                                                    | タイトル            | 作詞                                                  | 作曲・編曲                                            | 編曲       | 歌唱                              | 時間 |
| 1.                                                                   | 「リップシンク」    | DECO*27 （「Sweet Appetite」の英語歌詞の作詞はDELTA） | DECO*27 （「Sweet Appetite」の英語歌詞の作詞はDELTA） | Rockwell   | 紫咲シオン × ラプラス・ダークネス | 2:51 |
| 2.                                                                   | 「Sweet Appetite」  | DECO*27 （「Sweet Appetite」の英語歌詞の作詞はDELTA） | DECO*27 （「Sweet Appetite」の英語歌詞の作詞はDELTA） | Taku Inoue | Gawr Gura × Hakos Baelz           | 2:45 |
| 3.                                                                   | 「ヒル」            | DECO*27 （「Sweet Appetite」の英語歌詞の作詞はDELTA） | DECO*27 （「Sweet Appetite」の英語歌詞の作詞はDELTA） | tepe       | 天音かなた                        | 3:05 |
| 4.                                                                   | 「P.E.T.」          | DECO*27 （「Sweet Appetite」の英語歌詞の作詞はDELTA） | DECO*27 （「Sweet Appetite」の英語歌詞の作詞はDELTA） | Rockwell   | 沙花叉クロヱ                      | 3:04 |
| 5.                                                                   | 「ビビビ」          | DECO*27 （「Sweet Appetite」の英語歌詞の作詞はDELTA） | DECO*27 （「Sweet Appetite」の英語歌詞の作詞はDELTA） | Rockwell   | 百鬼あやめ                        | 2:51 |
| 6.                                                                   | 「モッシュレース」  | DECO*27 （「Sweet Appetite」の英語歌詞の作詞はDELTA） | DECO*27 （「Sweet Appetite」の英語歌詞の作詞はDELTA） | sooogood!  | さくらみこ × 兎田ぺこら           | 3:13 |
| 7.                                                                   | 「夢嵐」            | DECO*27 （「Sweet Appetite」の英語歌詞の作詞はDELTA） | DECO*27 （「Sweet Appetite」の英語歌詞の作詞はDELTA） | Rockwell   | 風真いろは                        | 3:12 |
| 8.                                                                   | 「Baby Don’t Stop」 | DECO*27 （「Sweet Appetite」の英語歌詞の作詞はDELTA） | DECO*27 （「Sweet Appetite」の英語歌詞の作詞はDELTA） | 板井直樹   | 雪花ラミィ × 鷹嶺ルイ             | 2:57 |
| 9.                                                                   | 「エンドロール」    | DECO*27 （「Sweet Appetite」の英語歌詞の作詞はDELTA） | DECO*27 （「Sweet Appetite」の英語歌詞の作詞はDELTA） | Rockwell   | 猫又おかゆ                        | 2:48 |
| 10.                                                                  | 「プラネタリウム」  | DECO*27 （「Sweet Appetite」の英語歌詞の作詞はDELTA） | DECO*27 （「Sweet Appetite」の英語歌詞の作詞はDELTA） | kous       | 星街すいせい                      | 3:50 |
| 合計時間:                                                            | 合計時間:           | 合計時間:                                             | 合計時間:                                             | 30:36      |                                   |      |

## holo*27 Vol.1 Special Edition
『holo*27 Vol.1 Special Edition』（ホロニーナ ボリューム1 スペシャル エディション）は、株式会社トイズファクトリーのレーベル「VIA Label」から2023年3月15日に発売された、『holo*27 Originals Vol.1』および『holo*27 Covers Vol.1』のセット。カバーアートは、2つのアルバムの収録曲の歌唱を担当した27名のホロライブの所属タレント・ときのそら、さくらみこ、星街すいせい、夜空メル、紫咲シオン、百鬼あやめ、癒月ちょこ、大神ミオ、猫又おかゆ、兎田ぺこら、不知火フレア、天音かなた、姫森ルーナ、雪花ラミィ、ラプラス・ダークネス、鷹嶺ルイ、博衣こより、沙花叉クロヱ、風真いろは、ムーナ・ホシノヴァ、アイラニ・イオフィフ ティーン、クレイジー・オリー、小鳥遊キアラ、森カリオペ、がうる・ぐら、七詩ムメイ、ハコス・ベールズのシンボルマークが散らばったイラストとなっている。初週6,352枚として、オリコンチャートによる2023年3月27日付の週間 合算アルバムランキングにて14位、週間 アルバムランキングにて8位、週間 アニメアルバムランキングにて5位を記録した。

## ライブ
『holo*27 Originals Vol.1』および『holo*27 Covers Vol.1』の収録曲全20曲が披露された「holo*27 stage」が、ライブ「hololive 4th fes. Our Bright Parade Supported By Bushiroad」の公演の一つとして、2023年3月19日に行われた。